# Israels nationalbibliotek
Israels nationalbibliotek (hebreiska: הספרייה הלאומית; engelska: National Library of Israel; tidigare: Jewish National and University Library - JNUL, hebreiska: בית הספרים הלאומי והאוניברסיטאי), är Israels nationalbibliotek. Biblioteket har mer än 5 miljoner böcker, och ligger på Givat Ram campus vid Akademin för det hebreiska språket i Jerusalem.
Nationalbiblioteket äger världens största samlingar av Hebraica och Judaica, och är förvaringsplats för många sällsynta och unika handskrifter, böcker och artefakter.

## Galleri

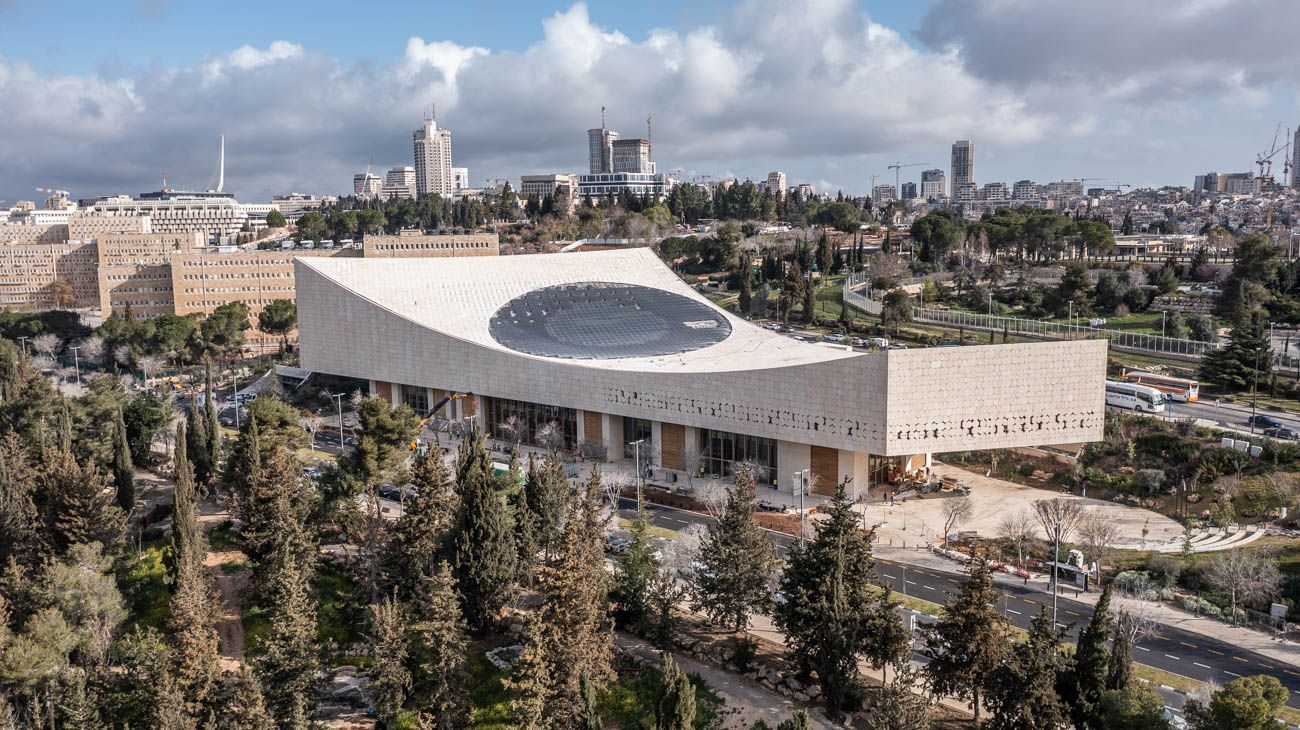
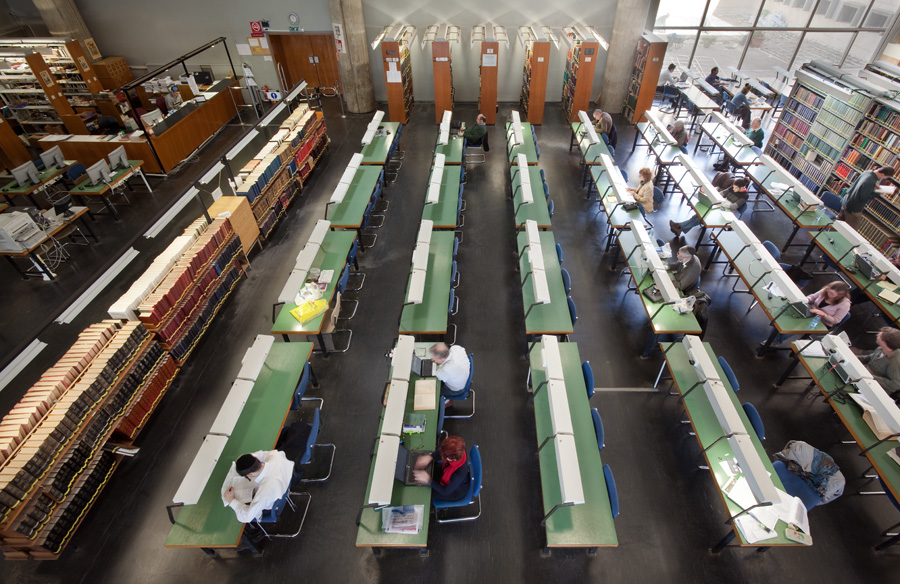
Läsrum
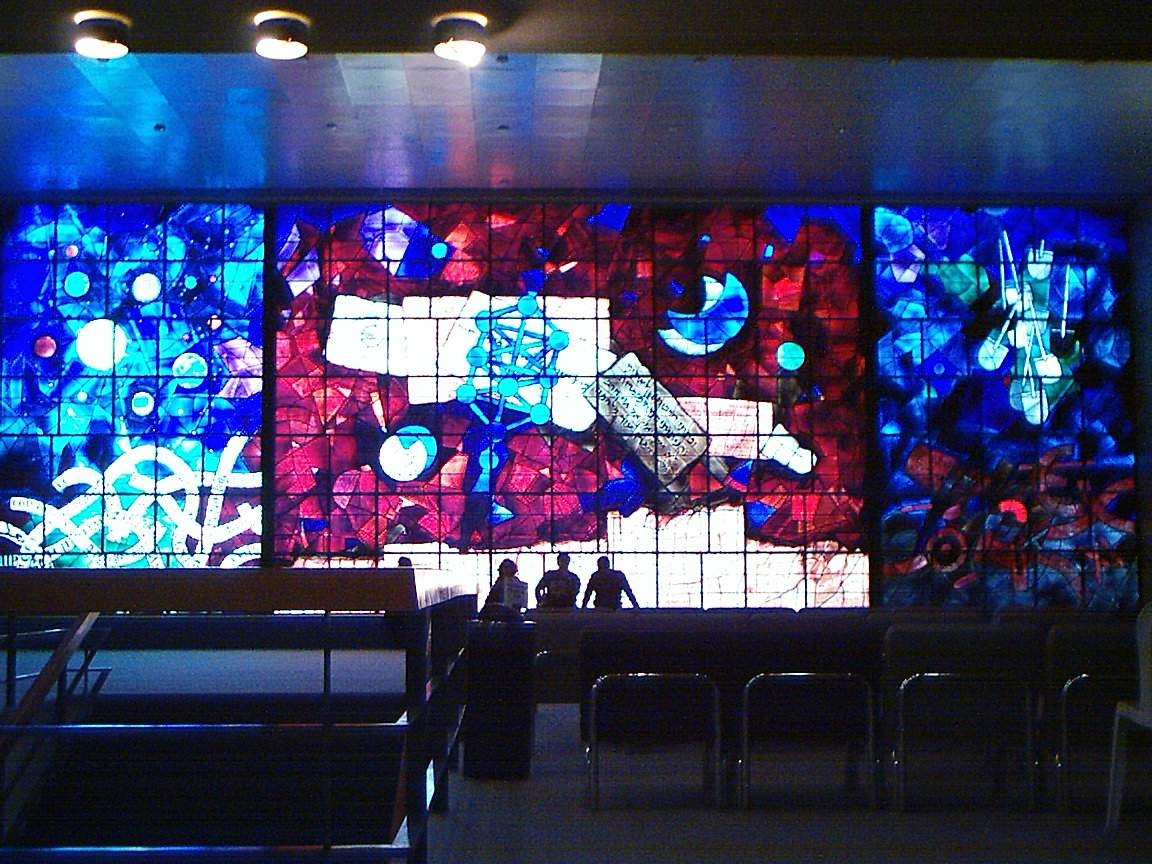